# Lijst van vlaggen van Liechtenstein
Dit is een lijst van vlaggen van Liechtenstein.

## Nationale vlag (perFIAV-codering)
|          | Civiele vlag | Staatsvlag | Oorlogsvlag |
| -------- | ------------ | ---------- | ----------- |
| Te land  | · ?          | · ?        | · ?         |
| Te water | · ?          | · ?        | · ?         |

## Historische vlaggen
| Vlag                                        | Periode     | Functie                                     | Beschrijving                                                                                      |
| ------------------------------------------- | ----------- | ------------------------------------------- | ------------------------------------------------------------------------------------------------- |
| Vlag van Liechtenstein tussen 1719 en 1852. | 1719 - 1852 | Vlag van Liechtenstein tussen 1719 en 1852. | Een horizontale tweekleur in de kleuren geel en rood.                                             |
| Vlag van Liechtenstein tussen 1852 en 1921. | 1852 - 1921 | Vlag van Liechtenstein tussen 1852 en 1921. | Een verticale tweekleur in de kleuren rood en blauw.                                              |
| Vlag van Liechtenstein tussen 1921 en 1937. | 1921 - 1937 | Vlag van Liechtenstein tussen 1921 en 1937. | Een horizontale tweekleur in de kleuren rood en blauw.                                            |
| Vlag van Liechtenstein tussen 1937 en 1982. | 1937 - 1982 | Vlag van Liechtenstein tussen 1937 en 1982. | Een horizontale tweekleur in de kleuren rood en blauw met een gouden kroon in de linkerbovenhoek. |

## Vlaggen van bestuurders
| Vlag                                         | Periode | Functie                                      | Beschrijving |
| -------------------------------------------- | ------- | -------------------------------------------- | ------------ |
| Kleuren van het Liechtensteinse vorstenhuis. |         | Kleuren van het Liechtensteinse vorstenhuis. |              |
| Standaard van de vorst van Liechtenstein.    | 1982 -  | Standaard van de vorst van Liechtenstein.    |              |
| Standaard van Regering en Parlement.         | 1982 -  | Standaard van Regering en Parlement.         |              |